# Marco Hangl
Marco Hangl, né le 20 avril 1967 à Samnaun, est un skieur alpin suisse qui met fin à sa carrière sportive après la saison 1996.

## Coupe du Monde
- Meilleur classement final: 41e en 1992.
- Meilleur résultat: 2e.